# Zelene, Horohiv
Zelene (în ucraineană Зелене) este un sat în comuna Smoleava din raionul Horohiv, regiunea Volînia, Ucraina.

## Demografie
Componența lingvistică a localității Zelene
     Ucraineană (99,38%)
     Alte limbi (0,63%)
Conform recensământului din 2001, majoritatea populației localității Zelene era vorbitoare de ucraineană (99,38%), existând în minoritate și vorbitori de alte limbi.